# Lutsharel Geertruida
Lutsharel Geertruida (Róterdam, Holanda Meridional, Países Bajos, 18 de julio de 2000) es un futbolista neerlandés de ascendencia curazoleña. Juega como defensa y su equipo es el R. B. Leipzig de la Bundesliga de Alemania.

## Selección nacional
En marzo de 2023 fue convocado por primera vez con la selección de los Países Bajos para dos partidos de clasificación para la Eurocopa 2024 contra Francia y Gibraltar. Debutó ante los franceses saliendo de titular en un encuentro que perdieron por cuatro goles a cero.

### Participaciones en Eurocopas
| Copa          | Sede     | Resultado   | Partidos | Goles |
| ------------- | -------- | ----------- | -------- | ----- |
| Eurocopa 2024 | Alemania | Semifinales | 2        | 0     |

## Estadísticas

### Clubes
| Club                     | Div.          | Temporada     | Liga  | Liga  | Copas nacionales | Copas nacionales | Copas internacionales | Copas internacionales | Total | Total |
| Club                     | Div.          | Temporada     | Part. | Goles | Part.            | Goles            | Part.                 | Goles                 | Part. | Goles |
| ------------------------ | ------------- | ------------- | ----- | ----- | ---------------- | ---------------- | --------------------- | --------------------- | ----- | ----- |
| Feyenoord · Países Bajos | 1.ª           | 2017-18       | 0     | 0     | 1                | 0                | 0                     | 0                     | 1     | 0     |
| Feyenoord · Países Bajos | 1.ª           | 2018-19       | 2     | 0     | 1                | 0                | 2                     | 0                     | 5     | 0     |
| Feyenoord · Países Bajos | 1.ª           | 2019-20       | 17    | 0     | 3                | 0                | 6                     | 0                     | 26    | 0     |
| Feyenoord · Países Bajos | 1.ª           | 2020-21       | 30    | 5     | 2                | 2                | 5                     | 1                     | 37    | 8     |
| Feyenoord · Países Bajos | 1.ª           | 2021-22       | 28    | 3     | 1                | 0                | 12                    | 1                     | 41    | 4     |
| Feyenoord · Países Bajos | 1.ª           | 2022-23       | 30    | 3     | 3                | 0                | 8                     | 0                     | 41    | 3     |
| Feyenoord · Países Bajos | 1.ª           | 2023-24       | 34    | 8     | 6                | 1                | 7                     | 0                     | 47    | 9     |
| Feyenoord · Países Bajos | 1.ª           | 2024-25       | 3     | 0     | 1                | 0                | 0                     | 0                     | 4     | 0     |
| Feyenoord · Países Bajos | Total club    | Total club    | 144   | 19    | 18               | 3                | 40                    | 2                     | 202   | 24    |
| R. B. Leipzig · Alemania | 1.ª           | 2024-25       | 24    | 1     | 3                | 0                | 8                     | 0                     | 35    | 1     |
| R. B. Leipzig · Alemania | Total club    | Total club    | 24    | 1     | 3                | 0                | 8                     | 0                     | 35    | 1     |
| Total carrera            | Total carrera | Total carrera | 168   | 20    | 21               | 3                | 48                    | 2                     | 237   | 25    |
| 1. 2. 1.                 |               |               |       |       |                  |                  |                       |                       |       |       |

 Actualizado al último partido jugado el 17 de mayo de 2025.

## Palmarés

### Títulos nacionales
| Título                 | Club      | País         | Año     |
| ---------------------- | --------- | ------------ | ------- |
| Copa KNVB              | Feyenoord | Países Bajos | 2017-18 |
| Supercopa Johan Cruyff | Feyenoord | Países Bajos | 2018    |
| Eredivisie             | Feyenoord | Países Bajos | 2022-23 |
| Copa KNVB              | Feyenoord | Países Bajos | 2023-24 |
| Supercopa Johan Cruyff | Feyenoord | Países Bajos | 2024    |